# هولیز باس
هولیز باس (انگلیسی: Heuliez Bus) شرکت اتوبوس‌سازی فرانسوی است، که در سال ۱۹۸۰ تأسیس شد و اکنون به‌طور کامل متعلق به ایوکو است.